# Mursego
Mursego (de nom real Maite Arroitajauregi, Eibar, 1977) és una cantant de folk i pop. Arroitajauregi pren el nom Mursego del nom portuguès del ratpenat.

## Carrera
Després de ser músic amb diversos grups i solistes (Anari, Lisabö, Xabier Montoia, Ama Say...) l'any 2009 va publicar el seu primer disc en solitari. Els seus discos inclouen veu, violoncel, piano, ukelele, arpa, xilòfon, estilòfon, melodia, flauta, kalimba i percussió petita.
També fa bandes sonores per a pel·lícules. La més famosa va ser la banda sonora de la pel·lícula "Akelarre". També ha col·laborat amb altres grups i cantants, com Txemak el 2012, amb el escriptor Harkaitz Cano el 2015 en el projecte Porto, amb Anari el 2015 i amb Iban Urizar Amorante el 2017.
L'any 2021 va guanyar el Premi Goya a la Millor Música pel seu treball a la pel·lícula "Akelarre " amb Arantzazu Calleja.

## Discografia
- Bat (1) (2009, de producció pròpia)[5]
- Bi (2) (2010, Bidehuts)[6]
- Mursegokeriak (2013, de producció pròpia)[7]
- Hiru (3) (2013, Bidehuts)[8]
- %100 Oion (2017, Bidehuts)[9]
- Mutu (2018, autoproducció)[10]

### Col·laboracions
- Txinaurriak. Mikel Laboari ikasitako kantuak (2010, Bidehuts)
- Imanol Urbieta, bakarrik eta libre (2013, Elkar)

### Bandes sonores
- 2012: Invisible[11]
- 2013: Emak Bakia[12]
- 2015: Amama[13]
- 2015: Habitar[14]
- 2020: Akelarre[15]

## Premis rebuts
- Premi Goya a la millor música original, 2021: Akelarre.[16]